# Creswell, Derbyshire
Creswell är en ort i Storbritannien.   Den ligger i grevskapet Derbyshire och riksdelen England, i den sydöstra delen av landet, 210 km norr om huvudstaden London. Creswell ligger 109 meter över havet och antalet invånare är 4 748.
Terrängen runt Creswell är platt. Runt Creswell är det mycket tätbefolkat, med 1 177 invånare per kvadratkilometer. Närmaste större samhälle är Worksop, 8,4 km nordost om Creswell. Runt Creswell är det i huvudsak tätbebyggt.